# رالف جونسون
رالف جونسون (بالإنجليزية: Ralph Johnson)‏ (15 أبريل 1922 نورفك المملكة المتحدة - 23 أبريل 2013) هو لاعب كرة قدم بريطاني سابق كان يلعب كمهاجم.